# Nelson Stepanian
Nelson Stepanian (orm. Նելսոն Ստեփանյան, ros. Нельсон Георгиевич Степанян, ur. 15 marca?/28 marca 1913 w Şuşy, zm. 14 grudnia 1944 w Lipawie) – radziecki lotnik wojskowy narodowości ormiańskiej, podpułkownik, dwukrotny Bohater Związku Radzieckiego (1942 i 1945).

## Życiorys
Od 1914 wraz z rodziną mieszkał w Erywaniu, gdzie skończył szkołę średnią, a w 1932 ukończył szkołę wojskową w Baku, później pracował w lotnictwie cywilnym. W 1935 ukończył szkołę lotnictwa cywilnego w Batajsku, w której w 1936 został instruktorem, od 1939 uczył się na kursach lotniczych w Mineralnych Wodach, od 23 czerwca 1941 służył w Wojskowych Siłach Powietrznych Armii Czerwonej. Jako lotnik eskadry Sił Powietrznych Floty Czarnomorskiej brał udział w obronie Mikołajowa i Odessy, wykonał wówczas 20 lotów bojowych samolotem szturmowym Ił-2, w lipcu podczas szturmu został ranny i odesłany do szpitala w Charkowie. Od sierpnia 1941 służył jako lotnik i wkrótce dowódca klucza w 57 pułku lotnictwa szturmowego Sił Powietrznych Floty Bałtyckiej, uczestniczył w obronie Leningradu, w której do grudnia 1941 wykonał 38 lotów bojowych, niszcząc 8 czołgów, 88 samochodów, 32 działa, 33 CKM-y i wiele innego sprzętu wroga oraz siły żywej; został za to przedstawiony do uhonorowania tytułem Bohatera Związku Radzieckiego. Do czerwca 1942 wykonał 86 lotów bojowych. W 1942 został zastępcą dowódcy, a w listopadzie 1942 dowódcą eskadry 57 pułku lotnictwa szturmowego. 28 maja 1942 atakiem z powietrza zatopił okręt transportowy wroga na Bałtyku. W maju 1943 odwołano go z frontu i skierowano na kursy, 12 kwietnia 1944 wyznaczono dowódcą 47 pułku lotnictwa szturmowego Sił Powietrznych Floty Czarnomorskiej (w stopniu podpułkownika), z którym brał udział w operacji krymskiej, w trakcie której zniszczył 8 transportów. Do sierpnia 1944 wykonał 239 lotów bojowych, niszcząc 13 okrętów wroga. Później walczył w składzie 11 Dywizji Lotnictwa Szturmowego Sił Powietrznych Floty Bałtyckiej. 14 grudnia 1944 podczas wykonywania lotu szturmowego w rejonie portu w Lipawie został trafiony przez niemiecką obronę przeciwlotniczą i został ranny, po czym skierował swój samolot na niemiecki okręt i zginął wraz z nawigatorem A. Rumiancewem. Jego imieniem nazwano szkołę w Erywaniu i ulice w Erywaniu, Sewastopolu, Teodozji i Stepanakercie.

## Odznaczenia
- Złota Gwiazda Bohatera Związku Radzieckiego (dwukrotnie - 23 października 1942 i pośmiertnie 6 marca 1945)
- Order Lenina (dwukrotnie - 9 czerwca 1942 i 23 października 1942
- Order Czerwonego Sztandaru (trzykrotnie - 24 grudnia 1941, 21 października 1942 i 26 czerwca 1944)
- Medal „Za obronę Odessy” (1943)
- Medal „Za obronę Leningradu” (1943)